# Disco in Dream
A Disco in Dream Kylie Minogue ausztrál énekesnő debütáló koncertturnéja. Bár Minogue fellépése volt a fő, azonban egy a show keretében fellépett még szintén a Stock Aitken Waterman producertrió két másik előadója is, Sinitta és a Dead or Alive is. A koncert Minogue első két stúdióalbumát népszerűsítette. A turné Ázsiában zajlott, majd később Európában folytatódott a "The Coca-Cola Hitman Roadshow" néven, a PWL művészeivel, mint a Big Fun, és Sonia. A műsorok ingyenesek voltak, hogy ezzel is köszönetet mondjanak a brit rajongóknak a támogatásért, és a 18 éven alatti rajongókat célozták meg. 

## Elhangzott dalok
1. "The Loco-Motion"
2. "Got to Be Certain"
3. "Tears on My Pillow"
4. "Je Ne Sais Pas Pourquoi"
5. "Made in Heaven"
6. "Hand on Your Heart"
7. "Wouldn't Change a Thing"
8. "I Should Be So Lucky"

## Turné dátumok
| Dátum               | Város      | Ország | Helyszín                 |
| ------------------- | ---------- | ------ | ------------------------ |
| Disco in Dream      |            |        |                          |
| 1989. október 2.    | Nagoja     | Japán  | Nagoya Rainbow Hall      |
| 1989. október 6.    | Tokió      | Japán  | Tokyo Dome               |
| 1989. október 7.    | Oszaka     | Japán  | Osaka-jō Hall            |
| 1989. október 8.    | Oszaka     | Japán  | Osaka-jō Hall            |
| The Hitman Roadshow |            |        |                          |
| 1989. október 15.   | London     | Anglia | Hammersmith Palais       |
| 1989. október 16.   | Plymouth   | Anglia | Ritzy Discothèque        |
| 1989. október 17.   | Swansea    | Wales  | Ritzy Discothèque        |
| 1989. október 18.   | Manchester | Anglia | Manchester Apollo        |
| 1989. október 19.   | Liverpool  | Anglia | Liverpool Empire Theatre |
| 1989. október 22.   | Bristol    | Anglia | Studio Nightclub         |
| 1989. október 23.   | Newcastle  | Anglia | Mayfair Ballroom         |
| 1989. október 24.   | Sheffield  | Anglia | The Roxy                 |
| 1989. október 25.   | Birmingham | Anglia | Ritzy Discothèque        |
| 1989. október 27.   | Edinburgh  | Skócia | Playhouse Theatre        |

A turné anyaga 1990-ben megjelent VHS kazettán, mely tartalmazza a koncerten előadott dalokat, valamint a dalok között rövid dokumentumfilmeket. Live In Japan címmel DVD-n is megjelent Braziliában a közelmúltban.

## Külső hivatkozások
- "1989 Disco in Dream (The Hitman Roadshow)"
- Kylie Minogue notable Tours-Part 2